# Pokhozhdeniya Oktyabriny
Pokhozhdeniya Oktyabriny (cirílico: Похождения Октябрины) é uma comédia soviética, dirigido por Leonid Trauberg e Grigori Kozintsev em 1924. Este filme é presumidamente perdido.

## Elenco
- Zinaida Tarakhovskaya - Oktyabrina
- Yevgeni Kumeiko - Nepman
- Sergey Martinson - Coolidge Curzon Poincare
- Antonio Tserep